# جمهوری دریایی

علامت نیروی دریایی ایتالیا. مجموع چهار قدرت اصلی جمهوری های دریایی. در جهت عقربه های ساعت، با شروع از سمت چپ بالا: ونیز، جنوا، پیزا، امالفی.

جمهوری دریایی دولت شهرهایی بودند که در ایتالیا و دالماتیا (کرواسی امروزی) و در قرون وسطی شکوفا شدند. شناخته شده‌ترین آن‌ها آمالفی، پیزا، جنوا، راگوسا و ونیز بودند. این دولتها با یکدیگر از نظر نظامی و تجاری در حال رقابت بودند.
میلان، فلورانس و ونیز، و همچنین چندین دولت-شهر-دیگر ایتالیا، نقش نوآورانه‌ای در توسعه مالی، ابداع ابزارها و شیوه‌های اصلی بانکداری و ظهور اشکال جدید سازمان‌دهی اجتماعی و اقتصادی ایفا کردند. در همان دوره، ایتالیا شاهد ظهور جمهوری های دریایی بود: ونیز، جنوا، پیزا، آمالفی، راگوزا، آنکونا، گائتا و نولی کوچک. 
در واقع دولت شهر های ایتالیا،  از نزاع و کشمکش بین پاپ‌ها و امپراتوری‌ها سود بردند و استقلال و قدرت خودشان را بیشتر کردند. 
• طی قرن چهاردهم، خیلی از این شهرها، برای تصرف هر چه بیشتر حومه‌ها و اراضی اطراف خود اقدام کردند.
• دولت-شهرهای ایتالیا، رفته رفته قدرت خود را تحکیم کردند، و در قرن پانزدهم، پنج دولت، تمامی شبه جزیره ایتالیا را تحت کنترل خود در آوردند:
• پادشاهی ناپل و سیسیل در جنوب، در تضاد با دولت‌های شمال، روابط نظامی و سیاسی بین «فئودال»ها را حفظ کردند.
• پاپ‌ها در مرکز، مشغول احیای قدرت خود بودند. فلورانس، بر منطقه‌ی توسکانی در شمال مسلط شده بود، گر چه طی قرن چهاردهم، دولت، به خاطر تضادهای طبقاتی که در نهایت توسط خانواده‌ی بانکدار مدیچی، منجر به دیکتاتوری شد رو به زوال می‌گذاشت.
• میلان، تحت کنترل شدید خانواده‌ی ویسکُنتی بود؛ خانواده‌ی ویسکُنتی، سعی داشت تا امپراتوری خود در میلان را تا مناطق وسیعی از شمال و مرکز ایتالیا گسترش دهد.
• ونیز نیز تا سرزمین‌های اصلی ایتالیا امتداد پیدا کرد، و مسیرهای تجاری و منابع تأمین غذای خود را گسترش می‌داد. جمعیت نسبتا متحد ونیز، و قانون اساسی پیچیده‌ی آن، تضادهای طبقاتی را در حداقل نگه داشت، و دولت جمهوری را حفظ کرد.
در واقع این دولت شهرها، درآمد خود را از راه تجارت و بازرگانی بدست می آوردند. این شهر ها کم کم توانستند تجارت مدیترانه و همچنین دریای سیاه را به کنترل بگیرند. با توکه به این برای تجارت و بازرگانی نیاز به امنیت و قدرت نظامی بود نخستین گروه های کشتی های نظامی دولت شهر های ایتالیایی تاسیس شدند. ونیز و جنوا و فلورانس بیشترین قدرت نیروی دریایی را در بین این شهر ها داشتند که بعدها توانستند قدرت خود را بیشتر کنند و در امور نظامی و اقتصادی کشور های حومه مانند بیزانس یا نیقیه دخالت کنند. موفق ترین این دولت ها ونیز که تجارت نمک را در اختیار گرفت، جنوا که تجارت ابریشم را در اختیار گرفت و فلورانس که مهد علم و هنر ایتالیا بود و تجارت طلای اروپا را در اختیار داشت بودند. 